# Myriam Barbaux-Cohen
Myriam Barbaux-Cohen est une pianiste classique française.

## Biographie
Myriam Barbaux-Cohen commence ses études musicales à La Rochelle, puis obtient un premier prix de musique de chambre et de piano à Gennevilliers,. Elle poursuit ses études au conservatoire russe de Paris où elle étudie avec Mūza Rubackytė avant de devenir son assistante,,. Elle enseigne ensuite à ce même conservatoire. Elle participe à plusieurs grands festivals.
De 2011 à 2020, elle part à Francfort-sur-le-Main en Allemagne, où elle donne des concerts et des cours de piano, notamment à des étudiants porteurs de handicaps comme l'autisme.
En 2020, elle sort un disque consacré à Enrique Granados.
En 2022, elle sort un disque consacré à la compositrice Mel Bonis, qui prend la forme d'une lettre imaginaire de la pianiste à la compositrice.
En juillet 2023, elle participe au festival « Lundis musicaux » de Camaret-sur-Mer à la chapelle Notre-Dame de Rocamadour.